# Lijst van Belgische adelsverheffingen 2006
Personen die in 2006 in de Belgische adel werden opgenomen of een adellijke titel verwierven.

## Burggraaf
- Willy De Clercq, erfelijke adel en persoonlijke titel van burggraaf
- Pierre Deligne, erfelijke adel en persoonlijke titel van burggraaf
- Frank De Winne, erfelijke adel en persoonlijke titel van burggraaf

## Burggravin
- Fernande Fazzi, echtgenote van Willy De Clercq, persoonlijke adel en titel burggravin.

## Baron
- jonkheer Thierry de Barsy, persoonlijke titel baron
- Luc Bertrand (1951- ), erfelijke adel en persoonlijke titel baron
- ridder Rik Donckels, persoonlijke titel baron
- Jacques De Ruyck (hoogleraar), erfelijke adel en persoonlijke titel baron
- Dilip Mehta, erfelijke adel en persoonlijke titel baron
- Baudouin Michiels, erfelijke adel en persoonlijke titel baron
- Jean-Marie Streydio, erfelijke adel en persoonlijke titel baron
- Benjamin van Camp, erfelijke adel en persoonlijke titel baron
- Jean Vandemoortele, erfelijke adel en persoonlijke titel baron
- Hugo Vanermen, erfelijke adel en persoonlijke titel baron
- Aldo Vastapane, erfelijke adel en persoonlijke titel baron

## Barones
- Jonkvrouw Anne-Marie de Cannart d'Hamale, echtgenote Thierry de Barsy, persoonlijke titel van barones
- Bea Cantillon, persoonlijke adel en titel barones (zij lichtte nooit de adelsbrieven en haar verheffing bleef dus zonder gevolg)
- Marie-Claire Foblets, persoonlijke adel en  titel barones
- Martine Piccart, persoonlijke adel en titel barones

## Ridder
- Salvatore Adamo (°1943), persoonlijke adel en de titel ridder
- Vincent Doumier, erfelijke adel en de persoonlijke titel ridder
- Jean-Pierre Laurent Josi (°1933-2020), erfelijke adel en de persoonlijke titel ridder.